# Mikel Antza
Mikel Albisu Iriarte, más conocido por el pseudónimo Mikel Antza (San Sebastián, 7 de junio de 1961), fue uno de los máximos dirigentes de la organización terrorista ETA. Fue el dirigente del grupo que más tiempo estuvo al frente de la organización, desde que en 1993 se hizo cargo de su dirección política hasta que fue detenido en 2004 en Francia junto a otros miembros de ETA, entre ellos su pareja, María Soledad Iparraguirre, alias Anboto, en la casa que ocupaban desde junio de 1999 en Salies de Béarn. Antes de su detención, Antza había sido condenado en Francia en tres ocasiones en rebeldía (ausente), cada una de ellas a cinco años de cárcel. Tras cumplir su condena en Francia fue entregado a España el 22 de enero de 2019 pero fue puesto en libertad inmediatamente al no tener ninguna causa pendiente.

## Biografía
Antza es hijo de Rafael Albisu Ezenarro, uno de los fundadores de Ekin, organización histórica antecedente de ETA. Adquirió prestigio en el seno de ETA al ser el organizador de la fuga de la cárcel de Martutene (San Sebastián) de Joseba Sarrionandia y de Iñaki Pikabea el 7 de julio de 1985 por lo que tuvo que huir a Francia. Entró directamente en el aparato político de la organización, a las órdenes primero de Josu Urrutikoetxea, y de Txelis después. Tras la detención de los máximos dirigentes de ETA en Bidart en 1992, se convirtió en el nuevo jefe político, y se ocupaba de las publicaciones, estrategia, compra de armas y relaciones internacionales de ETA, así como de controlar la actividad de la izquierda abertzale. Como estratega de ETA, cambió las tácticas de la misma, tratando de desbordar al Estado rompiendo la unidad de los partidos democráticos en el País Vasco combinando acciones terroristas —el asesinato del concejal Miguel Ángel Blanco se considera la primera muestra de la nueva estrategia— con el llamado proyecto de "construcción nacional" o "alternativa democrática" que llevó a la firma del Pacto de Estella en 1998. Uno de sus momentos de máxima importancia en ETA fue durante la tregua declarada durante el gobierno de José María Aznar, momento en el que se reunió en 1999 en Zúrich con los tres representantes del Gobierno: Javier Zarzalejos, Ricardo Martí Fluxá y Pedro Arriola. La ruptura de la tregua supuso un punto de inflexión y su declive paulatino en ETA.
Tras la detención en 2004, el juicio en Francia contra Antza y otros ocho encausados se inició en el Tribunal de lo Criminal de París, en noviembre de 2010, acusado de ser el jefe del aparato político de ETA al tiempo de su detención, por lo que el fiscal solicitó 30 años de prisión. Fue condenado el 17 de diciembre de 2010 a 20 años de prisión como responsable político de ETA, la misma pena que a su compañera, María Soledad Iparraguirre, Anboto.
Tras cumplir su condena en Francia fue entregado a España el 22 de enero de 2019 pero fue puesto en libertad inmediatamente al no tener ninguna causa pendiente.

## Actividad literaria
Mikel Albisu también es conocido por su actividad como escritor. Publicó su primer cuento con el seudónimo de Mikel Antza en el primer número de la revista literaria Susa en 1979. Posteriormente trabajó y fue colaborador habitual del semanario Argia como responsable del área de teatro y otras labores. Esta actividad intelectual le llevó a estar muy ligado a Joseba Sarrionandia, al que visitó en numerosas ocasiones en prisión.
En 1983 ganó el premio literario Ciudad de Irún con Suzko gezi bat bezala (Como una flecha de fuego). En 1984 publicó junto con Iñaki Uria la obra de teatro Beteluko balnearioko mirakulua (El milagro del balneario de Betelu), representada posteriormente por la compañía Branka. Su segunda obra teatral, Hiru damatxo (Tres señoritas) es de 1986. Fue coordinador de la pieza teatral Marinela, de Fernando Pessoa, en 1985. En 1985 igualmente publicó la colección de narraciones Lehen bilduma 82-84 (Primera colección 82-84) y en 1987 la novela Odolaren usaina (El olor de la sangre). Hoy día continúa escribiendo y publicando libros.

### Selección de su obra
Narrativa
- Suzko gezi bat bezala (1983, GAK)
- Lehen bilduma 82-84 (1985, Susa)
- Odolaren usaina (1987, Susa)
- Ospitalekoak (2010, Susa)
- Bakarmortuko kronikak (2011, Ataramiñe)
- Atzerri (2012, Susa)

Teatro
- Beteluko balnearioko mirakulua (1985, Susa) con Iñaki Uria
- Hiru damatxo (1986)

Canciones
- JFK, con Fermin Muguruza
- Euskaldunok eta zientzia
- Numerosas canciones para diversos grupos